# نرمال (فیلم ۲۰۰۹)
نرمال (انگلیسی: Normal) یک فیلم دلهره‌آور و جنایی محصول سال ۲۰۰۹ سینمای جمهوری چک به کارگردانی یولیوس شوچیک است. این فیلم روایتی تخیلی از زندگی پتر کورتن قاتل زنجیره‌ای، که از دیدگاه وکیل مدافع او گفته می‌شود.

## خلاصه داستان
در دنیای زوال، حتی وحشتناک‌ترین اعمال نیز عادی به نظر می‌رسند. روایت زندگی مخوف‌ترین قاتل زنجیره‌ای آلمانی دهه ۱۹۳۰.